# Miss Roraima 2017
Miss Roraima 2017 foi a 48ª edição do tradicional concurso de beleza feminina do Estado, válido para o certame nacional de Miss Brasil 2017, único caminho para o Miss Universo. Inicialmente a disputa conseguiu reunir onze (11) candidatas, mas houve três (3) desistências, totalizando apenas oito (8) candidatas na final, em busca do título que pertencia à advogada e modelo baiana - radicada em Boa Vista - Iane Cardoso. Este foi o primeiro ano sob o comando do jovem empresário paraense Paulo Silas Valente. O concurso se realizou no dia 22 de Abril  no espaço Tapirí, localizado dentro do SESI de Roraima sob a apresentação da cerimonialista Manu Pasqualotto. Na ocasião, sagrou-se campeã a jornalista paraense  Nathália Lago, representando a cidade de Caracaraí.

## Resultados

### Colocações
| Posição   | Município e Candidata                   |
| Vencedora | - Caracaraí - Nathália Lago             |
| 2º. Lugar | - Ilha de Maracá - Kalyana Machado      |
| 3º. Lugar | - Rorainópolis - Raquel Moleiro         |
| 4º. Lugar | - São Luís - Clodoane Rodrigues         |
| 5º. Lugar | - São João da Baliza - Amanda Gabrielly |

     Anunciadas apenas como "finalistas" durante a final.

### Prêmio Especial
- O concurso distribuiu o seguinte prêmio este ano:

| Prêmio        | Candidata                                 |
| Miss Simpatia | - Forte de São Joaquim - Yasmin Christina |

### Ordem dos Anúncios
| 1. São Luís 2. Ilha de Maracá 3. Caracaraí 4. São João da Baliza 5. Rorainópolis | 1. Rorainópolis 2. Caracaraí 3. Ilha de Maracá |  |  |

## Candidatas
Disputaram o título este ano:
- Boa Vista - Jhecyca Amanda Müller [nota 1]
- Caracaraí - Nathália Lago [nota 2]
- Forte de São Joaquim - Yasmin Christina
- Ilha de Maracá - Kalyana Machado
- Iracema - Bianca Mendes
- Rorainópolis - Raquel Moleiro [nota 3]
- São João da Baliza - Amanda Gabrielly
- São Luís - Clodoane Rodrigues

## Crossovers
Candidatas em outros concursos:
| Miss Mundo Brasil - 2015: Caracaraí - Nathália Lago (Top 10) - (Representando a Ilha de Marajó em Florianópolis, SC) Miss Continentes Unidos - 2015: Caracaraí - Nathália Lago (Vencedora) - (Representando o Brasil em Guaiaquil, no Equador) | Miss Pará - 2016: Caracaraí - Nathália Lago (3º. Lugar) - (Representando o município de Salinópolis) Miss Mundo Pará - 2015: Caracaraí - Nathália Lago (2º. Lugar) - (Representando o Clube Bancrévea) |